# Alistair Hulett
Alistair Hulett (Glasgow, 1952 – aldaar, 28 januari 2010) was een Schots folkzanger met een politiek tintje. Begin jaren tachtig was Hulett een van de oprichters van de vijfmansfolkpunkband Roaring Jack.

## Loopbaan
Hulletts eerste solo-cd, Dance of the Underclass, werd uitgebracht in 1991 en er waren bijdragen op van voormalige medewerkers van Roaring Jack. Het album werd bejubeld als een folk classic, bevattende het lied He Fades Away, ook gebracht door Roy Bailey en June Tabor, en later door Andy Irvine. Na zijn soloalbums werkte Hulett met Dave Swarbrick (ex-Fairport Convention) vanaf 1993 drie jaar in Australië en zij produceerden drie albums.
Hulett overleed na een kort ziekbed aan de gevolgen van een agressieve vorm van kanker, welke in diverse organen was uitgezaaid.

## Discografie
Solo
- Dance of the Underclass, 1991
- In the Back Streets of Paradise, 1994
- In Sleepy Scotland, 20
- Riches and Rags, 2006

Met Dave Swarbrick
- Saturday Johnny and Jimmy the Rat, 1996
- The Cold Grey Light of Dawn, 1998
- Red Clydeside, 2002